# امامزاده پنج‌تن (زرندیه)
امامزاده پنج تن مربوط به دوره ایلخانی - دوره صفوی - دوره قاجار است و در شهرستان زرندیه، بخش مرکزی، شهر مامونیه، محله زرند کهنه واقع شده و این اثر در تاریخ ۲۵ آبان ۱۳۸۷ با شمارهٔ ثبت ۲۳۸۱۰ به‌عنوان یکی از آثار ملی ایران به ثبت رسیده است.